# Принудительный труд
Принудительный труд — выполнение работы под угрозой применения какого-либо наказания (насильственного воздействия).

## Международное право
Согласно международному праву, принудительный труд не включает в себя:
- работу, выполнение которой обусловлено законодательством о воинской обязанности и военной службе или заменяющей её альтернативной гражданской службы;
- работу, выполняемую в условиях чрезвычайных обстоятельств;
- работу, выполняемую вследствие вступившего в законную силу приговора суда.

Запрет принудительного труда установлен:
- Всеобщей Декларацией прав человека, статьи 4, 23 (10 декабря 1948 года)
- Международным пактом о гражданских и политических правах, статья 8 (16 декабря 1966 г.)
- Европейской Конвенцией о защите прав человека и основных свобод, статья 4 (4 ноября 1950 года)
- Конвенцией о рабстве (25 сентября 1926 года)
- Дополнительной Конвенцией об упразднении рабства, работорговли и институтов и обычаев, сходных с рабством (7 сентября 1956 года)
- Конвенцией Международной организации труда № 29 о принудительном и обязательном труде (1 мая 1932 года)

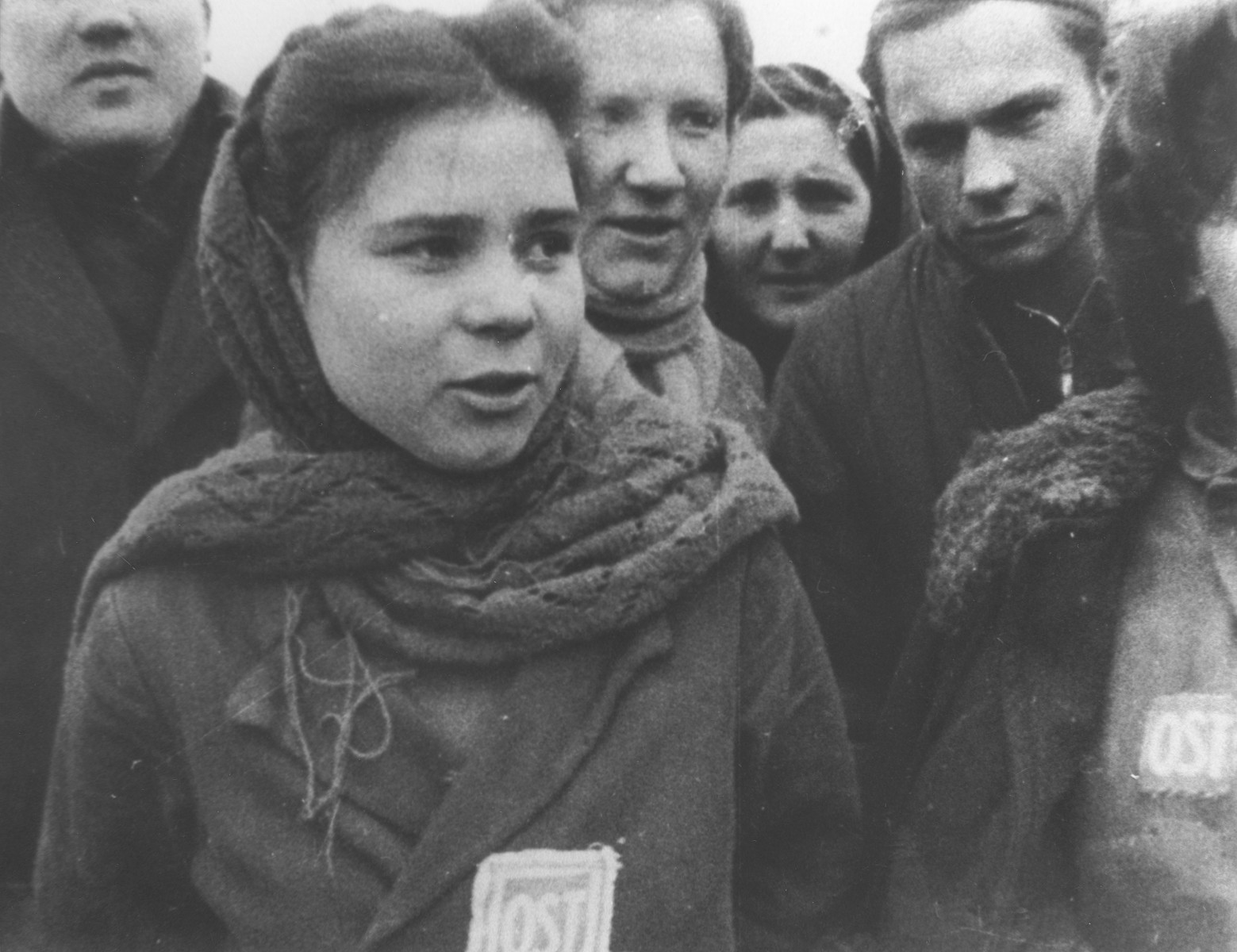
Девушка-остарбайтер с нашивкой «OST», освобожденная из рабочего лагеря содержания под Лодзью

- Конвенцией Международной организации труда об упразднении принудительного труда (25 июня 1957 года)

## История
Одной из форм принудительного труда является рабство. Оно связано с абсолютным контролем одного человека над другим. После запрета рабства в XIX—XX веках в колониальных и развивающихся странах широко практиковались такая форма принудительного труда как долговая кабала. Массовое использование принудительного труда государствами осуществлялось во время и после Второй мировой войны.

## В настоящее время
- Принуждение к занятию проституцией (сексуальное рабство)
- Похищения людей (как правило, бездомных, безработных, одиноких) и использование их в качестве рабов.
- Использование военнослужащих на работах, не связанных с военной службой.
- Принуждение заключённых к труду, не связанному с задачами реабилитации и поддержания порядка в местах лишения свободы.
- Привлечение к работе, не входящей в должностные обязанности, а также нарушение иных норм трудового законодательства под угрозой насилия или наказания (увольнения).

Многие жертвы попадают в ситуацию принудительного труда сначала по своему собственному выбору и лишь
впоследствии осознают, что они не могут бросить работу из-за юридических, физических или психологических факторов, используемых в качестве инструмента принуждения. Более «традиционные» формы принудительного труда существуют в развивающихся странах, часто как форма дискриминации уязвимых категорий населения (таких как кастовые меньшинства в Азии или коренные народы в Латинской Америке), а более «современные» формы, вызванные процессами глобализации и миграционных перемещений, встречаются и в развитых странах (в отношении мигрантов). Особенно вопиющий характер имеют случаи торговли детьми преступными группировками в целях их использования для попрошайничества, торговли наркотиками или сексуальной эксплуатации.
Европейский Суд по правам человека отметил, что наказание в контексте признания труда принудительным может принимать не только такие очевидные формы, как физическое насилие или ограничения, но и более тонкие формы психологического характера, например, в виде угрозы выдать потерпевшего полиции или миграционным властям, если он работает нелегально. При этом в своем постановлении по делу «Тибет Ментеш и другие
против Турции» ЕСПЧ указал, что заявители, работники магазинов в аэропорту, которые жаловались на сверхурочную работу без оплаты, добровольно согласились на условия труда, предполагающие продолжительные
смены по 24 часа, и в деле не было указаний на какое-либо физическое или психическое принуждение с целью заставить заявителей работать сверхурочно, а простая возможность того, что в случае
отказа их могли уволить, не соответствовала, по мнению суда, «угрозе какого-либо наказания» для целей применения статьи 4 Европейской конвенции о защите прав человека и основных свобод (запрет принудительного труда).